# 4000
4000（四千、よんせん、しせん）は、自然数また整数において、3999の次で4001の前の数である。

## 性質
- 4000は合成数であり、約数は 1, 2, 4, 5, 8, 10, 16, 20, 25, 32, 40, 50, 80, 100, 125, 160, 200, 250, 400, 500, 800, 1000, 2000, 4000 である。
  - 約数の和は9828。
- 1/4000=0.00025
  - 逆数が有限小数になる39番目の数である。1つ前は3200、次は4096。(オンライン整数列大辞典の数列 A003592)
  - 割合にすると 0.025% 、250ppm である。
- 34番目のアキレス数である。1つ前は3888、次は4232。
- 742番目のハーシャッド数である。1つ前は3996、次は4002。
  - 4を基とする12番目のハーシャッド数である。1つ前は3100、次は10012。
- 約数の和が4000になる数は2個ある。(3493, 3781) 約数の和2個で表せる215番目の数である。1つ前は3996、次は4050。
- 各位の和が4になる35番目の数である。1つ前は3100、次は10003。
- 4000 = 25 × 53
  - 2つの異なる素因数の積で p5 × q3 の形で表せる3番目の数である。1つ前は1944、次は10976。(オンライン整数列大辞典の数列 A179671)
  - 4000 = 4 × 103
    - n = 10 のときの 4n3 の値とみたとき1つ前は2916、次は5324。(オンライン整数列大辞典の数列 A033430)

## その他 4000 に関連すること
- 4000系（4000を形式名に持つ鉄道車両のリスト）
- 四千頭身は、日本のお笑いトリオ。
- 4000年に一度咲く金指
- 中国に文明が誕生して以来の歴史の長さを「中国4000年の歴史」などと表現することがある。

## 4001 から 4999 までの整数

### 4001 から 4100 までの整数
- 4001 - 4003と組で104番目の双子素数
- 4005 - 三角数
- 4007 - 安全素数
- 4010 - 20 × 20 の魔方陣の一列の和
- 4019 - 4021と組で105番目の双子素数、ソフィー・ジェルマン素数
- 4027 - スーパー素数
- 4028 - 最初から45個の素数の和
- 4030 - 不思議数
- 4031 = 23 + 33 + 53 + 73 + 113 + 133 、最初から6個の素数の3乗の和
- 4032 = 63 × 64 、矩形数
- 4033 = 212 − 26 + 1 (オンライン整数列大辞典の数列 A060896)
- 4049 - 4051と組で106番目の双子素数
- 4056 - 双子素数の和(2027 + 2029)
- 4060 - 三角錐数
- 4073 - ソフィー・ジェルマン素数
- 4079 - 安全素数
- 4080 - 15番目の三連続積数。1つ手前は3360、次は4896。
- 4091 - 4093と組で107番目の双子素数、スーパー素数
- 4095 - 三角数
- 4096 = 212 = 46 = 163 = 642 、2の累乗数、平方数、立方数、13個の約数を持つ最小の数
- 4100 - 九進法では 5555 で回文数となる。

### 4101 から 4200 までの整数
- 4104 = 23 × 33 × 19 = 216 × 19 = 23 + 163 = 93 + 153
- 4127 - 4129と組で108番目の双子素数、安全素数
- 4133 - スーパー素数
- 4139 - 安全素数
- 4140 - ベル数
- 4153 - スーパー素数
- 4157 - 4159と組で109番目の双子素数
- 4160 = 64 × 65 、矩形数
- 4164 - 双子素数の和(2081 + 2083)
- 4166 = 7! − 6! − 5! − 4! − 3! − 2! − 1! − 0! 、中心つき七角数
- 4167 = 7! − 6! − 5! − 4! − 3! − 2! − 1!
- 4168 = 7! − 6! − 5! − 4! − 3! − 2!
- 4170 = 7! − 6! − 5! − 4! − 3!
- 4176 = 7! − 6! − 5! − 4! 、双子素数の和(2087 + 2089)
- 4181 - フィボナッチ数、マルコフ数
- 4186 - 三角数
- 4199 - 高度コトーティエント数（英語版）
- 4200 = 7! − 6! − 5! 、九角数、五角錐数

### 4201 から 4300 までの整数
- 4211 - ソフィー・ジェルマン素数
- 4217 - 4219と組で110番目の双子素数、スーパー素数
- 4219 - 語呂合わせにすると『しにいく（死に行く）』と読めるため、不吉な数字のひとつとされている。[要出典]
- 4224 - 双子素数の和(2111 + 2113)
- 4225 = 652 、中心つき八角数
- 4227 - 最初から46個の素数の和
- 4229 - 4231と組で111番目の双子素数
- 4240 - 212 × 122 レイランド数。
- 4241 - 4243と組で112番目の双子素数
- 4257 - 十角数
- 4259 - 安全素数
- 4259 - 4261と組で113番目の双子素数
- 4260 - 双子素数の和(2129 + 2131)
- 4271 - 4273と組で114番目の双子素数、ソフィー・ジェルマン素数
- 4273 - スーパー素数
- 4278 - 三角数
- 4283 - 安全素数
- 4284 - 双子素数の和(2141 + 2143)
- 4289 - 高度コトーティエント数
- 4290 = 65 × 66 、矩形数、五素合成数

### 4301 から 4400 までの整数
- 4320 = 25 × 33 × 5 = 7! − 6! 、12周(12×360)
- 4324 - 四角錐数
- 4329 - 道重さゆみのモーニング娘。在籍日数。歴代メンバー中最長。32 × 13 × 37。
- 4337 - 4339と組で115番目の双子素数
- 4339 - スーパー素数
- 4349 - ソフィー・ジェルマン素数
- 4356 = 662 = 13 + 23 + 33 + … + 103 + 113 、1から11までの3乗の和
- 4359 - 完全トーティエント数
- 4369 - 超プーレ数（英語版）
- 4371 - 三角数
- 4373 - ソフィー・ジェルマン素数
- 4374 = 2 × 37 = 2 × 2187、ハーシャッド数。素因数分解形が 2i × 3j になる数。1つ前は4096、次は4608。
- 4375 = 54 × 7 = 625 × 7 、完全トーティエント数 (3の倍数でない完全トーティエント数のうち最小のもの)
- 4391 - ソフィー・ジェルマン素数
- 4397 - スーパー素数

### 4401 から 4500 までの整数
- 4409 - ソフィー・ジェルマン素数、高度コトーティエント数
- 4411 - 中心つき七角数
- 4421 - スーパー素数、交互階乗
- 4421 - 4423と組で116番目の双子素数
- 4422 = 66 × 67 、矩形数
- 4425 = 15 + 25 + 35 + 45 + 55
- 4438 - 最初から47個の素数の和
- 4444 - 回文数
- 4446 - 九角数
- 4463 - スーパー素数
- 4465 - 三角数
- 4476 - 双子素数の和(2237 + 2239)
- 4481 - 4483と組で117番目の双子素数、ソフィー・ジェルマン素数
- 4489 = 672 、中心つき八角数
- 4495 - 三角錐数

### 4501 から 4600 までの整数
- 4505 - ツァイゼル数
- 4517 - 4519と組で118番目の双子素数、スーパー素数
- 4522 - 十角数
- 4536 - 双子素数の和(2267 + 2269)。5以外の1桁全てと81の最小公倍数。
- 4547 - 4549と組で119番目の双子素数、安全素数
- 4549 - スーパー素数
- 4556 = 67 × 68 、矩形数
- 4560 - 三角数
- 4567 - スーパー素数、4連続自然数からなる最小の素数 (入れ換えてを除く)
- 4579 - 八面体数

### 4601 から 4700 までの整数
- 4608 = 29 × 32 、素因数分解形が 2i × 3j になる数で、1つ前は4374、次は5184。
- 4617 = 35 × 19
- 4619 - 高度コトーティエント数
- 4620 - 双子素数の和(2309 + 2311)
- 4624 = 682
- 4637 - 4639と組で120番目の双子素数
- 4641 - 21 × 21 の魔方陣の一列の和
- 4649 - 4651と組で121番目の双子素数、10進数で7桁のレピュニット数1111111の約数。『よろしく』の語呂合わせ。暴走族などの間で交わされる『夜露死苦』の用例もある。
- 4656 - 三角数
- 4661 - 最初から48個の素数の和
- 4663 - スーパー素数、中心つき七角数
- 4676 = 14 + 24 + 34 + 44 + 54 + 64 + 74
- 4679 - 安全素数
- 4680 - 双子素数の和(2339 + 2341)
- 4681 = 80 + 81 + 82 + 83 + 84 、超プーレ数
- 4692 = 68 × 69 、矩形数
- 4699 - 九角数

### 4701 から 4800 までの整数
- 4703 - 安全素数
- 4705 = 482 + 492 = 172 + 182 + … + 262
- 4721 - 4723と組で122番目の双子素数
- 4725 - 奇数の過剰数
- 4727 - 最初から12個の素数の2乗の和
- 4733 - ソフィー・ジェルマン素数
- 4752 = 24 × 33 × 11
- 4753 - 三角数
- 4759 - スーパー素数
- 4761 = 692 、中心つき八角数
- 4764 - 双子素数の和(2381 + 2383)
- 4787 - 安全素数、スーパー素数
- 4788 - キース数（英語版）
- 4787 - 4789と組で123番目の双子素数
- 4793 - ソフィー・ジェルマン素数
- 4795 - 十角数
- 4799 - 4801と組で124番目の双子素数、安全素数

### 4801 から 4900 までの整数
- 4801 - スーパー素数
- 4830 = 69 × 70 、矩形数
- 4851 - 三角数、五角錐数
- 4860 = 22 × 35 × 5 = 20 × 243
- 4862 - カタラン数
- 4871 - ソフィー・ジェルマン素数
- 4877 - スーパー素数
- 4879 - 第一定義のカプレカ数
- 4888 - 最初から49個の素数の和
- 4896 - 16番目の三連続積数。1つ手前は4080、次は5814。
- 4900 = 702 、1を除いて唯一の平方数かつ四角錐数である数

### 4901 から 4999 までの整数
- 4913 = 173
- 4919 - ソフィー・ジェルマン素数、安全素数
- 4922 - 中心つき七角数
- 4931 - 4933と組で125番目の双子素数
- 4933 - スーパー素数
- 4941 - 中心つき立方体数
- 4943 - ソフィー・ジェルマン素数、スーパー素数
- 4950 - 三角数、第一定義のカプレカ数
- 4959 - 九角数
- 4960 - 三角錐数
- 4967 - 4969と組で126番目の双子素数
- 4970 = 70 × 71 、矩形数
- 4975 - 25を基とする最小のハーシャッド数
- 4980 - ハーシャッド数にならない60の倍数のうち最小の数
- 4988 - 29を基とする最小のハーシャッド数